# Marcus Octavius (Volkstribun 133 v. Chr.)
Marcus Octavius war ein römischer Politiker des späten 2. Jahrhunderts v. Chr.
Er war mit Tiberius Gracchus befreundet und wie dieser Volkstribun im Jahr 133 v. Chr. Als Gracchus seine von vielen als revolutionär empfundenen Ackergesetze einbrachte, blockierte Octavius sie trotz der Freundschaft auf Drängen betroffener Grundbesitzer (zu denen er selbst gehörte) durch Interzession. Nachdem es Gracchus nicht gelungen war, Octavius zur Rücknahme des Einspruchs zu bewegen, ließ er ihn von der Volksversammlung absetzen, weil er entgegen den Interessen des römischen Volkes gehandelt habe.
123 v. Chr. wollte Tiberius’ Bruder Gaius Gracchus ein Gesetz einbringen, das abgesetzten Amtsträgern untersagt hätte, sich erneut für ein öffentliches Amt zu bewerben, doch zog er es auf Bitten seiner Mutter Cornelia zurück. Allerdings ist für Marcus Octavius trotzdem kein weiteres Amt bezeugt.